# Jim Paterson
Jim Paterson, właśc. James Lee Paterson (ur. 25 września 1979 w Bellshill) – szkocki piłkarz, występujący na pozycji lewego pomocnika.

## Kariera
Profesjonalną piłkarską karierę rozpoczął w roku 1996 w klubie Dundee United F.C. Rozegrał 101 spotkań i strzelił 4 bramki. Następnie przeszedł do Motherwell F.C., w barwach którego wystąpił w 108 meczach i zdobył 5 goli. 31 stycznia 2008 roku podpisał 3,5-letni kontrakt z Plymouth Argyle F.C. Pierwszą bramkę dla nowego klubu strzelił 19 lutego w pojedynku z Southampton F.C. W 2010 roku był wypożyczony do Aberdeen F.C.
W kolejnych latach występował w zespołach Shamrock Rovers, Bristol Rovers, Celtic Nation, Forfar Athletic, Dunfermline oraz Stenhousemuir. W 2017 roku zakończył karierę.
W Scottish Premier League rozegrał 216 spotkań i zdobył 9 bramek.